# Judy Dickerson
Judy Dickerson, nata Judith Annette Dickerson (San Bernardino, 19 agosto 1954), è un'attrice statunitense.
Ha iniziato la sua carriera cinematografica nel 1983 con il film Voglia di tenerezza ma è anche nota per aver recitato nel 2006 nel film Un'ottima annata - A Good Year di Ridley Scott.

## Filmografia
- Voglia di tenerezza (Terms of Endearment), regia di James L. Brooks (1983)
- Nobody's Baby, regia di David Seltzer (2001)
- Michael Blanco, regia di Stephan Streker (2004)
- Un'ottima annata - A Good Year (A Good Year), regia di Ridley Scott (2006)
- Paradise Highway, regia di Anna Gutto (2022)